# 돌핀: 꿈꾸는 다니엘의 용감한 모험
《돌핀: 꿈꾸는 다니엘의 용감한 모험》(El delfín: la historia de un soñador)은 2009년 공개된 애니메이션 영화이다.

## 줄거리
늘 새로운 세계를 꿈꾸는 호기심 많은 돌고래 소년 다니엘. 매일 똑 같은 지루한 날들이 싫어 진 다니엘은 마침내 꿈을 찾아 미지의 세계로 모험을 떠난다.
그 곳에서 다니엘은 개성 강한 바닷 속 친구들과 말썽꾸러기 오징어‘칼’을 만나게 되고 ‘칼’과 함께 꿈을 찾아 좌충우돌 신나는 일들을 경험하게 된다. 그러나 신나기만 한 여정도 잠시, 곳곳에서 나타나는 험상 궂은 악당들을 만나 다니엘과 칼은 아슬아슬한 위험에 빠지게 되는데...

## 기타
- 원작자: 세르지오 밤바렌